# Vittorio De Sisti
Vittorio De Sisti (23 de novembre de 1940 - 22 d'abril de 2006) va ser un director i guionista italià nascut a Líbia.
Nascut a Darna, Líbia, De Sisti va entrar a la indústria del cinema l'any 1962 com a enginyer de so. El 1966, després de graduar-se al Centro Sperimentale di Cinematografia, va ser ajudant de direcció Marco Bellocchio i va començar a dirigir documentals. El 1968 va debutar com a director, abandonant la seva carrera com a enginyer de so i especialitzant-se en Commedia sexy all'italiana. A finals dels anys setanta De Sisti va centrar la seva carrera en la televisió. Estava casat amb l'actriu i dramaturga Lucia Vasilicò.

## Filmografia

### Cinema
- Scusi, lei conosce il sesso? (1968)
- Inghilterra nuda (1969)
- L'interrogatorio (1970)
- Fiorina la vacca (1972)
- Quando la preda è l'uomo (1972)
- Quando l'amore è sensualità (1973)
- Sesso in confessionale (1974)
- Lezioni private (1975)
- Rock'n'roll (1978)
- La supplente va in città (1979)
- Dance Music (1984)
- Delitti e profumi (1988)
- Volare! (1997)

### Televisió
- La felicità (drama televisiu, 1981)
- Casa Cecilia (sèrie de televisió, 1982-1987)
- I veleni dei Gonzaga (telefilm, 1984)
- Un uomo in trappola (sèrie de televisió, 1985)
- Professione vacanze (sèrie de televisió, 1986)
- Tutti in palestra (minisèrie de televisió, 1987)
- L'eterna giovinezza (telefilm, 1988)
- Il colore della vittoria (1989)
- Un inviato molto speciale (sèrie de televisió, 1992)
- Occhio di falco (sèrie de televisió, 1996)
- Professione fantasma (sèrie de televisió, 1997)
- Orgoglio (sèrie de televisió, 2003-2004)
- Gente di mare (sèrie de televisió, 2005)